# Glück Auf Stolln

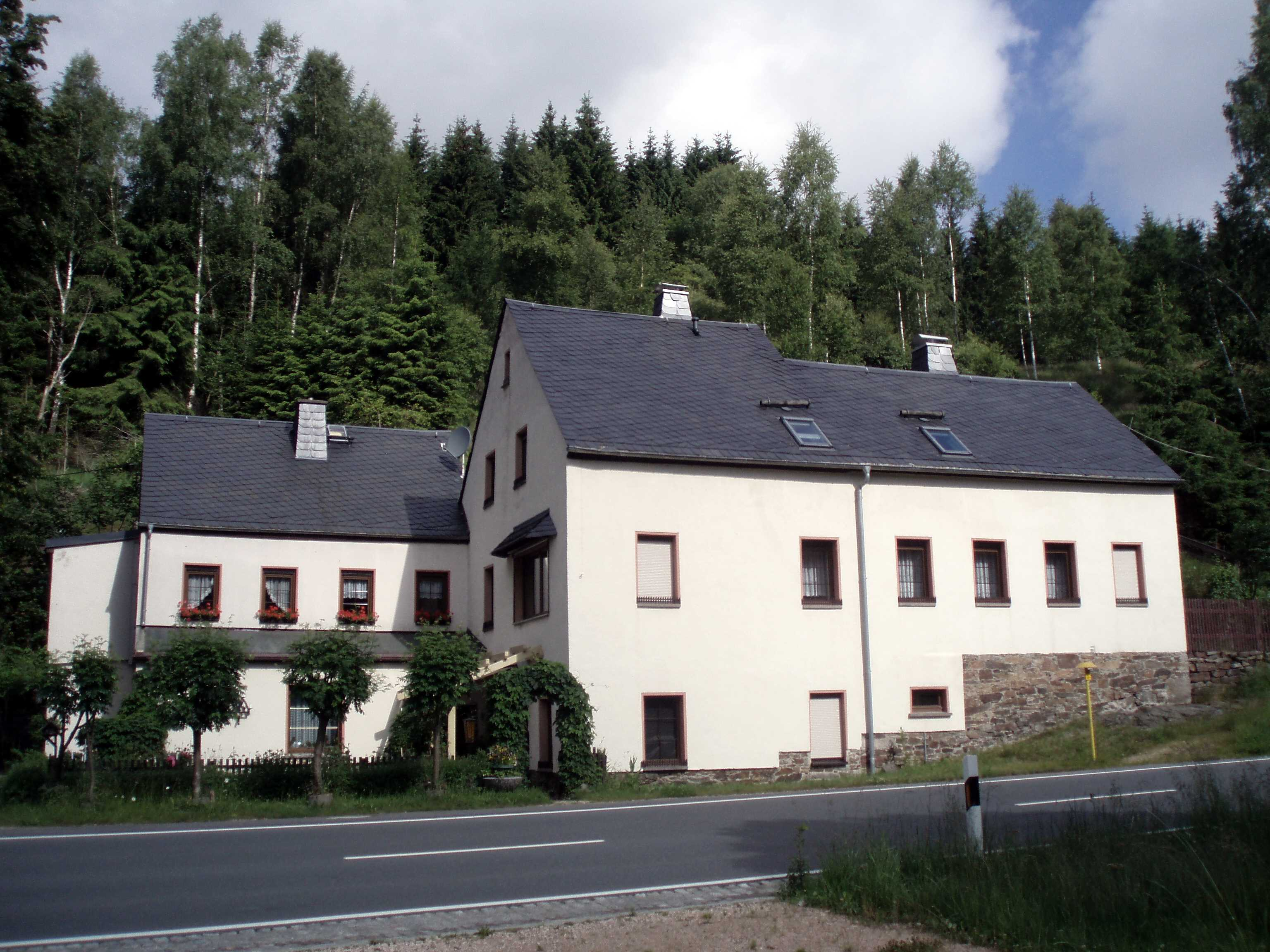
Huthaus Glück-Auf-Stolln

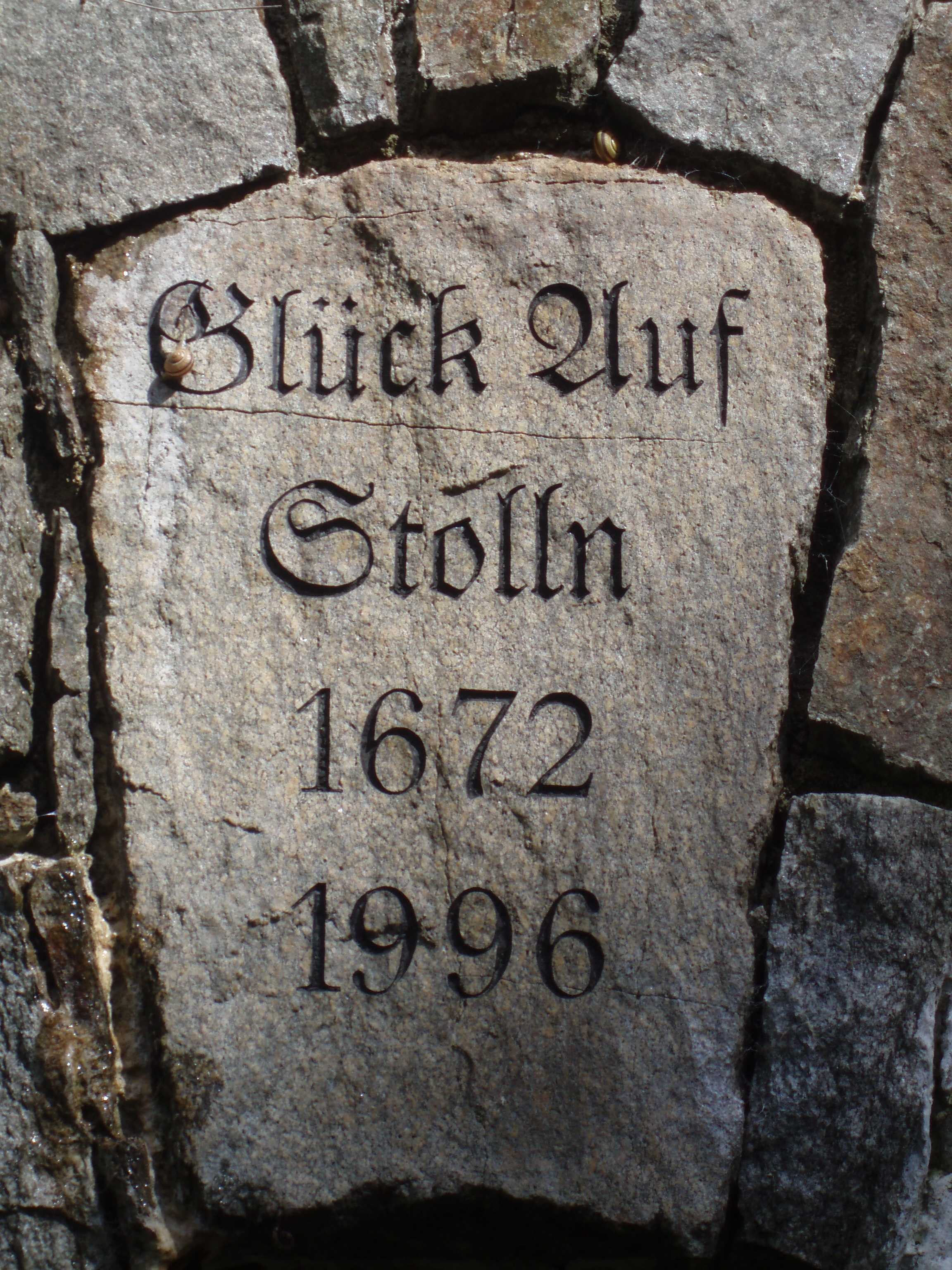
Schlussstein am Mundloch des Glück-Auf-Stollns

Der Glück Auf Stolln war ein Bergwerk am Mittleren Fastenberg im Bergamtsrevier Johanngeorgenstadt im westlichen Erzgebirge.

## Geschichte
Der Glück-Auf-Stolln wurde 1672 nordwestlich von Johanngeorgenstadt im Schwarzwassertal in einer Höhe von 671 m ü. NN gemutet. Der Legende nach wurde der Stolln nach dem Bergmannsgruß benannt, der hier dem Kurfürsten Johann Georg II. von Sachsen bei der Durchreise entgegengebracht wurde. Im ausgehenden 17. Jahrhundert wurde er mit der Neu-Glück-Fundgrube, die sich unterhalb der neuen Herrenmühle am Schwarzwasser bei Johanngeorgenstadt befand, vereinigt.
Nach der Einstellung des Bergbaus im Wismut Objekt 01 wurden die Gruben geflutet und man überließ die Wasserwegsamkeit sich selbst. Da das Mundloch des tiefsten Revierstollns, des St.-Georg-Stollns verbrochen war, suchte sich das Wasser seinen Weg über den talabwärts beim Schacht 122 liegenden Glück-Auf-Stolln. Hier gelangten die Grubenwässer in das Schwarzwasser. Da der Glück-Auf-Stolln über keine fahrbare Verbindung zum Revier verfügt, war die Wasserwegsamkeit gestört und unbekannt. Die Pegelschwankungen betrugen im Revier bis zu 9 m. Da eine Aufwältigung des Glück-Auf-Stollns nicht den nötigen Erfolg bringen würde, wurde das Problem der Wasserwegsamkeit im Jahr 2008 mit Entwässerungsbohrungen auf eine im Mundlochbereich gelegene tiefere Sohle langzeitsicher gelöst.
Einige Meter südwestlich des eigentlichen Glück-Auf-Stollnmundlochs wurde 1996 durch die Bergsicherung Schneeberg ein Stollnmundloch nachgebildet und mit einem Schlussstein versehen. Das Huthaus ist – nach mehreren Umbauten – noch heute an der Schwarzenberger Straße erhalten.
In der Nähe des Huthauses führte bis 1883 die Rothe Brücke über das Schwarzwasser, über die man auf kurzem Weg zum Raben- und Schießhausberg gelangen konnte.